# Hamed Malekmohammadi
Hamed Malekmohamadi (pers. حامد ملک‌محمدی معمار; ur. 10 kwietnia 1983) – irański judoka. Dwukrotny olimpijczyk. Zajął siedemnaste miejsce w Pekinie 2008 i odpadł w eliminacjach w Atenach 2004. Walczył w wadze ciężkiej. 
Uczestnik mistrzostw świata w 2001, 2003 i 2007. Startował w Pucharze Świata w 2001, 2008 i 2010. Brązowy medalista igrzysk azjatyckich w 2002. Wicemistrz Azji w 2008 roku.

## Letnie Igrzyska Olimpijskie 2004
| Konkurencja | Eliminacje         | Eliminacje           | Repasaże             | Repasaże          | Klas. końcowa |
| Konkurencja | Przeciwnik I       | Przeciwnik II        | Przeciwnik I         | Przeciwnik II     | Miejsce       |
| ----------- | ------------------ | -------------------- | -------------------- | ----------------- | ------------- |
| 73 kg       | Sašo Jereb (SLO) Z | Victor Bivol (MDA) P | Richard León (VEN) Z | João Neto (POR) P | 3 runda       |

## Letnie Igrzyska Olimpijskie 2008
| Konkurencja | Eliminacje          | Eliminacje           | Klas. końcowa |
| Konkurencja | Przeciwnik I        | Przeciwnik II        | Miejsce       |
| ----------- | ------------------- | -------------------- | ------------- |
| 81 kg       | Aljaž Sedej (SLO) Z | Tiago Camilo (BRA) P | 17.           |